# Ізраїльсько-івуарійські відносини
Ізраїльсько-івуарійські відносини — двосторонні відносини між Кот-д'Івуаром та Ізраїлем. Наразі обидві країни підтримують повноцінні дипломатичні відносини, Кот-д'Івуар має посольство в Рамат-Гані, а Ізраїль має посольство в Абіджані.

## Історія

### Перші роки
З 1960 року перший президент незалежного Кот-д'Івуару Фелікс Уфуе-Буаньї відкрито захоплювався Ізраїлем, його технологічним та економічним розвитком. Тому в 1962 році обидві країни підписали угоду про співпрацю та встановили дипломатичні відносини, а згодом обмінялися послами.  

### Розрив і відновлення відносин
У 1973 році після Війни Судного дня під тиском арабських країн Кот-д'Івуар розірвав відносини з Ізраїлем, проте країни продовжили співпрацю в різних галузях таємно. У 1986 році відносини були відновлені з ініціативи Кот-д'Івуару, оскільки країна була зацікавлена у допомозі Ізраїлю. Посольство було відкрито в Єрусалимі всупереч резолюції Радбезу ООН від 1980 року, проте пізніше перенесено до Тель-Авіва. 

### XXI століття

#### Закриття посольства Ізраїлю в 2011 році
У квітні 2011 року, після початку Другої Івуарійської громадянської війни, Ізраїль попросив Францію та Сполучені Штати про допомогу в захисті та евакуації ізраїльських дипломатів з посольства в Кот-д’Івуарі та 18 ізраїльських громадян, що перебували в Абіджані, у разі необхідності. Спочатку було вирішено не евакуювати посольство. Однак після двох тижнів, протягом яких ізраїльські дипломати були зачинені в будівлі посольства, коли будівля японського посольства була захоплена місцевими солдатами, було вирішено евакуювати дипломатів. Бронетранспортери миротворчих сил ООН під сильним вогнем евакуювали представників із будівлі.

#### Подалі відносини
У червні 2012 року президент Кот-д'Івуару Алассан Уаттара відвідав Ізраїль з офіційним візитом. Це був перший за останні 50 років візит івуарійського лідера до єврейської держави після того, як у 1962 році, перший президент країни Фелікс Уфуе-Буаньї відвідав Ізраїль. Уаттара зустрівся з головою ізраїльського уряду Біньяміна Нетаньяху, главою міністерства оборони Ехудом Бараком, а також з президентом Шимоном Пересом. Обговорювалися питання допомоги Ізраїлю африканській державі, питання івуарійських нелегальних іммігрантів в Ізраїлі та зміцнення зв'язків між двома країнами. 
У липні 2015 року президент національної асамблеї Кот-д'Івуару Гійом Кіґбафорі Соро відвідав Ізраїль. Африканська делегація зміцнювала двосторонні зв'язки, а також домовлялася про допомогу у боротьбі з тероризмом, який на її території досі був досить рідкісним явищем. 
У травні 2016 року Ізраїль відвідав міністр закордонних справ Кот-д'Івуару Альберт Тойкеуссе Мабрі. Він зустрівся з президентом Реувеном Рівліном та обговорив питання боротьби з тероризмом, а також голосування щодо надання Ізраїлю статусу держави-спостерігача в Африканському союзі. Міністр Мабрі також зустрівся з головою уряду Беньяміном Нетаньяху. 

## Економічні відносини

### Оборонний експорт
Кот-д'Івуар є важливим цільовим ринком для ізраїльського оборонного експорту в Африці.
Під час першої громадянської війни в Кот-д'Івуарі ізраїльський торговець зброєю Моше Ротшильд постачав значну кількість зброї урядовим військам, коли Aeronautics надавала дрони. У листопаді 2004 року французький телеканал «TF1» повідомив, що «ізраїльські найманці, що допомагали армії Кот-д'Івуару, активовували безпілотники, за допомогою яких була пошкоджена база французької армії в Кот-д'Івуарі». Газета «Le Monde» також повідомила, що група з 46 ізраїльських консультантів керувала центром прослуховування та розвідки армії Кот-д’Івуару.
У липні 2005 року спеціальна делегація ООН прибула до Ізраїлю для розслідування того, чи не порушують компанії та бізнесмени з Ізраїлю резолюцію Ради Безпеки ООН щодо ембарго на продаж зброї Кот-д'Івуару. У квітні 2016 року в експертному звіті Ради Безпеки ООН стверджується, що ізраїльська компанія передала прилади нічного бачення в Кот-д'Івуар, порушуючи міжнародні санкції проти країни.

## Іммігранти з Кот-д'Івуару в Ізраїлі
На початку 2000-х років, внаслідок Першої громадянської війни в Кот-д'Івуарі, приблизно 1500 – 2000 біженців з Кот-д'Івуару прибули до Ізраїлю. Багато з них подали заяви на надання притулку, але до 2012 року було прийнято лише дві заяви з 1500. Однак вони отримали груповий захист від депортації через громадянську війну. У травні 2011 року імміграційне управління оголосило, що після поліпшення політичної ситуації в Кот-д'Івуарі його громадяни повинні готуватися покинути Ізраїль. Перевірка Міністерства закордонних справ Ізраїлю з'ясувала, що небезпеки для громадян Кот-д'Івуару, які повертаються до країни, немає, а громадяни, які повертаються до неї з іноземних держав, живуть там безпечно, тому було прийнято рішення про зняття групового захисту. У червні 2012 року окружний суд в Єрусалимі відхилив клопотання 132 іммігрантів з Кот-д'Івуару, які просили залишити без змін рішення про недепортацію назад в Кот-д'Івуар. Суддя Девід Мінц постановив, що позивачі не довели, що їхнім життям буде становити небезпека, якщо вони повернуться до своєї країни.
У лютому 2020 року Верховний суд Ізраїлю як прецедент вирішив, що Держава Ізраїль повинна надати статус біженців батькові та матері, які іммігрували з Кот-д’Івуару, та їхнім двом дочкам, які народилися в країні. На тлі страху батьків перед каліченням геніталій (процес, відомий як «Жіноче обрізання») двох дівчаток їхньою мусульманською родиною в Кот-д'Івуарі.